# Rosario Bentivegna
Rosario Bentivegna (Roma, 22 giugno 1922 – Roma, 2 aprile 2012) è stato un partigiano italiano.
Durante la seconda guerra mondiale, mentre era studente universitario di medicina e chirurgia, aderì al Partito Comunista Italiano e divenne un militante attivo dei GAP organizzati dalla Resistenza romana dopo l'8 settembre 1943 per contrastare l'occupante tedesco. Con il nome di battaglia di "Paolo", fu il protagonista operativo dell'attentato di via Rasella, durante il quale si incaricò, travestito da netturbino, di collocare e innescare l'ordigno esplosivo che causò la morte di trentatré militari tedeschi sudtirolesi del Polizeiregiment "Bozen", e la morte di due (ed il ferimento di undici) civili italiani.
Dopo la fine della guerra, oltre a esercitare la sua professione di medico, continuò a svolgere attività politica nel PCI, assieme alla moglie Carla Capponi, e difese in modo intransigente l'operato suo e dei suoi compagni durante la Resistenza.

## Ambiente familiare
Rosario Bentivegna proveniva da una famiglia siciliana, particolarmente impegnata nelle lotte per il Risorgimento. Il trisavolo Domenico di Marco detto "il Doganiere", nonno della nonna paterna Angela di Marco, era un liberale che guidò l'insurrezione di Palermo del 1831 per la Costituzione e fu fucilato dai Borboni.
Il bisnonno Vincenzo Bentivegna fu nominato dal generale Giuseppe Garibaldi, nel settembre del 1860, commissario straordinario per la provincia di Benevento. Francesco Bentivegna, mazziniano, cugino di Vincenzo, membro del Parlamento siciliano dopo i moti del 1848, avviò da Corleone, dove era al confino politico, l'insurrezione anti-borbonica prevista per il 12 gennaio 1857, anniversario della rivoluzione del 1848. Scoperto il piano, il 22 novembre 1856, con alcuni suoi compagni prese il controllo di Mezzojuso, dal cui carcere furono liberati alcuni prigionieri politici. Malgrado l'azione sia proseguita con successo a Villafrati, la preponderante forza armata borbonica fece fallire l'insurrezione.
Giuseppe e Stefano Bentivegna, garibaldini, fratelli del predetto Francesco furono, insieme a Vincenzo Bentivegna, Giovanni Corrao ed Enrico Cairoli, tra gli ufficiali di maggior grado di Garibaldi sull'Aspromonte, nel 1862.
L'omonimo nonno di Rosario fu invece docente universitario di ingegneria sanitaria, vicesindaco di Roma e assessore ai lavori pubblici nella giunta di Ernesto Nathan e come lui massone, fu gran segretario del Grande Oriente d'Italia e raggiunse il 33º grado del rito scozzese antico ed accettato. Uno zio, Pietro Bentivegna, cadde nel 1916, giovanissimo aviatore, nel corso della prima guerra mondiale.

## Attività politica e partigiana

### Prime manifestazioni politiche

Nel 1941 Rosario Bentivegna, con la divisa dei Gruppi Universitari Fascisti, durante una premiazione.

Secondo quanto da lui stesso dichiarato, Rosario Bentivegna si avvicina alle idee antifasciste intorno al 1937, disgustato dalla propaganda antisemita posta in essere dal regime in vista dell'adozione della legislazione razziale. Nel 1939 fonda, assieme a Corrado Nourian e Nino Baldini un'organizzazione di orientamento trotskista (GUM, Gruppo di Unificazione Marxista); tuttavia, iscrittosi all'Università di Roma, per seguire i corsi della facoltà di medicina, entra nei Gruppi Universitari Fascisti (GUF).
Il 23 giugno 1941 Bentivegna, insieme ad altri 3-4.000 universitari, partecipa alla manifestazione nazionale dei GUF contro l'abolizione della norma che consentiva agli studenti in regola con gli esami, di ritardare la chiamata militare. La manifestazione si trasforma ben presto in una delle prime proteste contro il regime e all'occupazione dell'Università di Roma. 

Le sue posizioni politiche e l'embrionale attività clandestina destarono l'attenzione dell'OVRA. Arrestato nel settembre dello stesso anno, per attività sovversiva, è rilasciato nel 1943 con diffida di polizia, grazie alla sua amicizia con un suo compagno di scuola, Disma Leto, figlio del direttore dell'OVRA Guido Leto.
Iscrittosi al Partito Comunista Italiano nel 1943, il passato trotskista e la scarcerazione per intercessione di Leto procurarono a Bentivegna la diffidenza dei dirigenti del partito.

### Azioni partigiane durante l'occupazione tedesca
Dopo l'8 settembre 1943, con il nome di battaglia di Paolo, Bentivegna è dapprima vice-comandante militare della IV zona garibaldina (Roma centro), poi comandante del Gruppo di Azione Patriottica (GAP) "Carlo Pisacane" dei GAP centrali garibaldini.
I GAP organizzarono una lunga serie di azioni militari contro le truppe occupanti e i collaborazionisti fascisti, su incarico dei comandanti militari del PCI e del Comitato di Liberazione Nazionale e in risposta al mancato rispetto da parte nazista dello status di città aperta per Roma e ai numerosi eccidi di civili (compreso il rastrellamento del ghetto di Roma).
Una prima azione dei GAP, alla quale parteciparono Rosario Bentivegna, Mario Fiorentini Giovanni e Franco di Lernia Pietro, fu organizzata per uccidere il ministro dell'interno di Salò Guido Buffarini Guidi e il gerarca Francesco Maria Barracu, intenti a cenare in una trattoria nei dintorni di piazza Navona; l'azione fu revocata all'ultimo momento, quando il "commando" dei GAP era già sul posto (ottobre 1943).

Carla Capponi all'epoca della Resistenza.

Il 31 ottobre, ai tre si aggiunse Lucia Ottobrini, con compiti di copertura per un'azione in corso Vittorio Emanuele II. I "gappisti" uccisero tre militi della RSI, usciti da Palazzo Braschi, dopo averli seguiti sin quasi a piazza Venezia.
Il 18 novembre alcuni gappisti della Pisacane entrarono nel teatro Adriano, essendo venuti a conoscenza che il giorno seguente avrebbe presenziato il generale Stahel, comandante della "piazza" di Roma, tra alti ufficiali tedeschi e autorità fasciste repubblicane (tra cui il maresciallo Rodolfo Graziani). I partigiani misero sotto il palco un estintore imbottito di circa 6 kg di tritolo con dispositivo a orologeria, ma il congegno non funzionò e non accadde niente. Fu in questa occasione che riemersero i vecchi sospetti dei dirigenti del partito contro Bentivegna, che anni dopo ricordò: «Subii un vero e proprio processo, alcuni dirigenti del PCI mi volevano condannare a morte. Poi tutto si risolse grazie all'intervento di compagni che mi conoscevano bene».
La sera del 17 dicembre 1943 Rosario Bentivegna e Carla Capponi uccidono un ufficiale tedesco con una borsa piena di documenti in via Veneto; Bentivegna provvide anche a sequestrare e a consegnare la borsa alla giunta militare.
Il giorno dopo, il quartetto Bentivegna-Capponi-Fiorentini-Ottobrini è incaricato dal comando militare di porre una bomba all'uscita del cinema Barberini, frequentato da soldati tedeschi. L'azione è conclusa in bicicletta dallo stesso Bentivegna e provoca la morte di otto militari, oltre a un numero imprecisato di feriti.
Il 26 dicembre Mario Fiorentini, in bicicletta, dal lungotevere sovrastante via della Lungara, lancia un ordigno esplosivo contro l'ingresso del carcere di Regina Coeli, dove erano detenuti diversi partigiani e civili, mentre 28 militari tedeschi sono impegnati nel cambio della guardia. Rosario Bentivegna partecipa insieme a Carla Capponi, Franco di Lernia e Lucia Ottobrini, a copertura dell'azione. Rimangono uccisi altri sette o otto tedeschi, oltre a un numero imprecisato di feriti.
Dopo lo sbarco di Anzio (22 gennaio 1944), Bentivegna viene destinato con la sua formazione nell'VIII zona (Prenestino, Torpignattara, Quadraro, Centocelle, Quarticciolo). Torna ad agire nel centro di Roma ai primi di marzo.
Il 10 marzo 1944 Rosario Bentivegna, Lucia Ottobrini, Mario Fiorentini, e Franco Ferri, spuntano improvvisamente da dietro ai chioschi del mercato di piazza Monte d'Oro, e lanciano alcune bombe su un corteo di fascisti che sfilano in via Tomacelli. I partigiani si dileguano, dopo aver causato tre morti e numerosi feriti, in un'azione che, per la sua perfezione, già prefigura il successivo attentato di via Rasella. Sino ad allora, gli occupanti tedeschi, pur avendo perso numerosi camerati per le azioni partigiane (circa 50 tra tedeschi e repubblichini), avevano proceduto a un'unica rappresaglia: la fucilazione a Forte Bravetta di un gruppo di dieci prigionieri, tra i quali i "gappisti" Giorgio Labò e Guido Rattoppatore, per un soldato tedesco ucciso in un'azione partigiana dei GAP a piazza dei Mirti (Centocelle), come dichiarato dallo stesso Herbert Kappler.

#### L'attentato di via Rasella

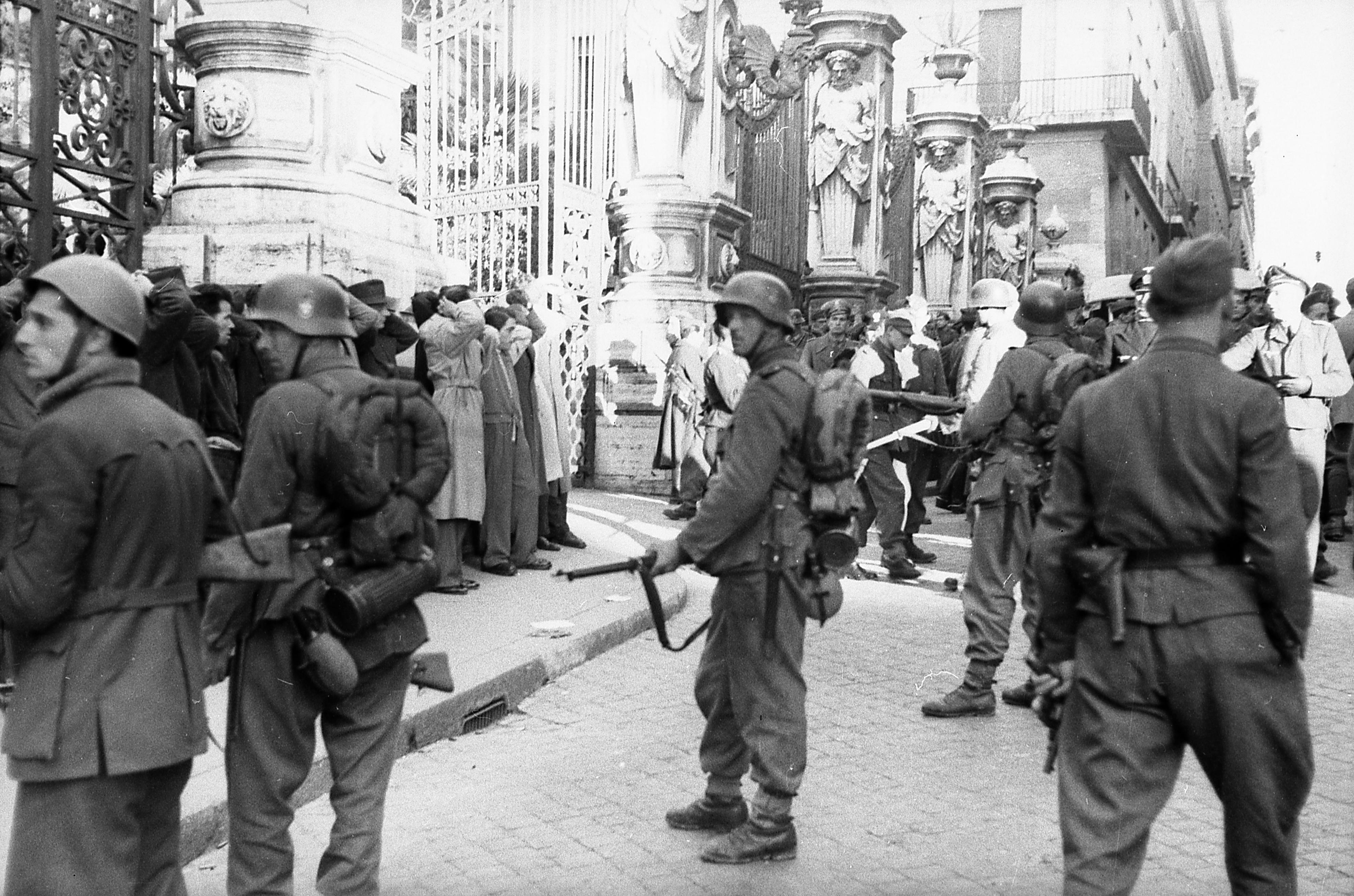
Truppe tedesche e fasciste presidiano la zona di via Rasella e arrestano sospetti dopo l'attentato

Il 23 marzo, su incarico di Giorgio Amendola e del comando partigiano comunista, i GAP Centrali al comando di Carlo Salinari (Spartaco) e Franco Calamandrei (Cola) compiono il loro più importante attacco in via Rasella, durante il transito di una compagnia del III battaglione del Polizeiregiment "Bozen" composta da 156 uomini. L'attentato doveva indurre i tedeschi a rispettare finalmente lo status di città aperta, e al contempo provocare l'insurrezione della popolazione romana.

All'azione, iniziata con lo scoppio di un carico di 18 kg di tritolo, trasportato e fatto brillare da Rosario Bentivegna, partecipano altri 11 gappisti, che effettuano anche un fuoco di copertura con bombe da mortaio brixia. Sotto le bombe partigiane (e il fuoco di reazione del Bozen) rimangono uccisi anche il dodicenne Pietro Zuccheretti e un altro civile non identificato con certezza. L'attentato provoca la morte immediata di 32 tedeschi e il ferimento di altri 110 circa (un'altra vittima sarebbe morta in ospedale il giorno dopo e - forse - altri nei giorni successivi). I gappisti non subiscono perdite mentre rimangono uccisi sotto il fuoco tedesco di reazione almeno altri tre civili. Bentivegna sostenne di non aver visto arrivare i due civili coinvolti nell'esplosione (i primi rimasti uccisi in un'azione di gappisti, seppur per errore), e di essersi comunque allontanato appena piazzata la bomba. Prima di innescarla, mentre accendeva la miccia e mentre scappava, aveva invece avvertito alcuni civili e militi della Croce Rossa presenti nelle vicinanze di allontanarsi in fretta:
Per rappresaglia contro l'uccisione dei 33 militari, i tedeschi fucilarono 335 prigionieri o rastrellati italiani, quasi tutti civili, nell'eccidio delle Fosse Ardeatine (10 italiani per ogni tedesco, più cinque prigionieri aggiunti in seguito); tra gli uccisi, anche i "gappisti" Gioacchino Gesmundo, Valerio Fiorentini e Umberto Scattoni, arrestati nei mesi precedenti. Antonello Trombadori, ancora prigioniero in via Tasso, si salvò dal rastrellamento perché temporaneamente ricoverato nell'infermeria del carcere. Le inchieste e i processi del dopoguerra stabilirono che l'attacco di via Rasella fu un "legittimo atto di guerra".
La notizia della rappresaglia venne rese pubblica dal comando tedesco solo dopo l'esecuzione dell'eccidio, a differenza di quanto detto polemicamente decenni dopo, cioè che i tedeschi avrebbero prima intimato ai responsabili di presentarsi e solo dopo, in risposta, proceduto alla rappresaglia (volendo, da parte di questi critici, in tal modo attribuire ai gappisti la rappresaglia, causa mancata consegna dei responsabili ai nazisti). Nonostante la diffusa diceria, spesso ripetuta da esponenti postfascisti ma non solo, Bentivegna non avrebbe potuto consegnarsi ai tedeschi, per essere fucilato al posto dei 335 ostaggi, nemmeno se avesse voluto farlo, in quanto nessuno era a conoscenza dell'imminente strage delle Fosse Ardeatine, al di fuori degli alti comandi tedeschi e di quelli della RSI.

#### La fine della Resistenza romana

Bentivegna (quinto nella seconda fila, accovacciato, dietro Carla Capponi) fra i gappisti romani

Alla fine dell'aprile 1944, il tradimento di Guglielmo Blasi portò alla cattura di un gran numero di partigiani dei GAP (Salinari, Calamandrei, Falcioni, Grigioni, Pintor e Serra). Bentivegna e la Capponi si unirono alle formazioni partigiane della campagna romana, a sud di Roma. Bentivegna agì nella zona Casilina-Prenestina, immediatamente dietro il fronte tedesco di Cassino. Dopo un'azione intorno a Palestrina, si oppose all'uccisione di 28 soldati tedeschi in rappresaglia per la morte di due civili. Il 4 giugno 1944 gli Alleati angloamericani entrarono a Roma, appena abbandonata da tedeschi e fascisti.

### Dopo la liberazione di Roma

#### Processo per la vicenda Barbarisi

Giorgio Barbarisi

Il 5 giugno 1944, alle ore 13 circa, durante un servizio di ordine pubblico nella città appena liberata dalle truppe alleate, Bentivegna è protagonista di uno scontro a fuoco con il sottotenente Giorgio Barbarisi e un altro militare, ambedue appartenenti alla Guardia di Finanza, intenti a strappare manifesti del Partito Comunista. I due partigiani, Bentivegna e una donna, dopo aver smontato dal turno di guardia, escono dal palazzo e s'imbattono in due militari, senza distintivi evidenti ma con la pistola al cinturone, intenti a strappare dalle bacheche del giornale gli striscioni del PCI con le scritte "Viva gli eserciti Alleati, Viva l'Italia libera". Bentivegna intimò loro di fermarsi, come da prassi.
Secondo le testimonianze, alcune delle quali rese nello stesso processo intentato contro Bentivegna, risulta che il militare non smise di strappare manifesti anche dopo l'alt. Barbarisi invece sparò due colpi: il primo in aria, mentre il secondo rivolto verso Bentivegna, che sfiorò il gappista senza ferirlo; immediatamente il partigiano rispose al fuoco, uccidendo Barbarisi e mettendo in fuga l'altro militare. Secondo la versione del militare (che non verrà ritenuta attendibile) invece Bentivegna sparò all'improvviso, uccidendo il sottotenente Barbarisi senza che questo avesse avuto il tempo di estrarre la rivoltella. Sottoposto a processo dall'Alta Corte Militare Alleata, il 19 luglio 1944 Bentivegna fu condannato in prima istanza a 18 mesi di carcere per omicidio colposo per eccesso di difesa, poiché era acclarato che il sottotenente Barbarisi stesse facendo il proprio dovere essendo vietata l'affissione di manifesti. Il 14 agosto successivo, in sede di revisione del processo, gli si riconobbe lo stato di legittima difesa, venne assolto e immediatamente scarcerato, e reintegrato nell'Esercito Cobelligerante Italiano..

#### La partecipazione alla Resistenza jugoslava
La sera del 20 settembre 1944 Bentivegna sposa Carla Capponi, sua compagna di lotta nei GAP, a Centocelle e sui Monti Prenestini; la mattina successiva è trasferito dal Ministero della guerra in Jugoslavia, dove ricopre l'incarico di commissario di guerra presso la 4ª Brigata della Divisione italiana partigiana "Garibaldi", reparto regolare dell'Esercito Cobelligerante Italiano che opera nel sud della Jugoslavia (Montenegro, Kossovo, Bosnia e Croazia meridionale, Sangiaccato, fino al lago di Scutari, ai confini con l'Albania).
Durante il periodo della sua permanenza in Jugoslavia assolve anche compiti di ufficiale di collegamento con i comandi dell'Esercito Popolare di Liberazione della Jugoslavia guidato dal maresciallo Tito, e ha la responsabilità politica del gruppo dei comunisti italiani che operano nella divisione. Rimpatriato per malattia nel marzo del 1945, dichiara la propria avversione per il detto Esercito popolare di liberazione della Jugoslavia e incomincia a lavorare a l'Unità come redattore sindacale.
In seguito alla rottura Tito-Stalin del 1948, l'anno successivo Bentivegna fu tra i partigiani comunisti italiani che rifiutarono l'invito di Tito a partecipare alle celebrazioni del quinto anniversario della liberazione della Jugoslavia. Gli stessi sottoscrissero una lettera all'ANPI in cui denunciavano il dittatore jugoslavo e la sua «cricca» come traditori della guerra di liberazione e del socialismo, servi del capitalismo e dell'imperialismo, nonché instauratori di «un regime infame, poliziesco, tirannico, fascista».

## Dopoguerra
Il 4 giugno 1946 Bentivegna fu arrestato per la detenzione di un mitra Sten, giudicato per direttissima dopo 15 giorni di detenzione e poi rilasciato per gli effetti dell'amnistia. Ripresi gli studi di medicina, si è laureato nel 1947.
Specialista di medicina del lavoro ha esercitato presso l'INCA-Istituto Nazionale Confederale di Assistenza (ente di patronato della CGIL) e come assistente volontario negli Ospedali Riuniti di Roma, all'Istituto Carlo Forlanini e presso l'Istituto di anatomia patologica. Successivamente è stato iscritto nelle liste mutualistiche degli specialisti (patologia clinica) presso l'Ordine dei medici della provincia di Roma e ha diretto un laboratorio privato di patologia clinica, convenzionato con le mutue di malattia e con il servizio sanitario nazionale (1955–1991). Contemporaneamente ha svolto attività di giornalismo facendo parte del comitato di redazione della rivista L'Assistenza Sociale e dirigendo, insieme a Gastone Marri, la Rassegna di Medicina dei lavoratori.
Ha pubblicato diversi volumi sulla guerra partigiana e in particolare sull'azione di via Rasella, che lo vide protagonista.
Proposto per la medaglia d'oro al valor militare (concessa invece a Carla Capponi), gli sono state conferite nel 1951 dal presidente Luigi Einaudi, su proposta del presidente del Consiglio dei ministri Alcide De Gasperi, una medaglia d'argento, per la sua attività di guerriglia all'interno della città di Roma, con esplicito riferimento anche all'attentato di via Rasella del 23 marzo 1944, e una di bronzo per la sua attività partigiana sui Monti Prenestini, dietro le linee tedesche sul fronte di Cassino.
Il comando generale delle Brigate Garibaldi gli conferì nel 1952, insieme a Giorgio Amendola, la "Stella d'oro garibaldina", onorificenza concessa a pochissimi combattenti della Resistenza antifascista. Ricevette due onorificenze dall'URSS, per la sua partecipazione alla "Grande Guerra Patriottica Antifascista", in occasione del 20º e del 40º anniversario della sconfitta della Germania nazista (avevano combattuto al suo comando, sui Monti Prenestini, alcuni partigiani sovietici evasi dai campi di concentramento fascisti dopo la disfatta dell'8 settembre) e la "Stella d'argento" di Cavaliere del Popolo dalla Repubblica Federativa di Jugoslavia.
Nel biennio 1968-69 organizzò l'espatrio e partecipò, insieme alla figlia Elena, al trasporto in Italia con mezzi di sua proprietà (un motoscafo d'altura e un'auto), di oppositori alla "Dittatura dei colonnelli" della Grecia.
Si dimise dal PCI nel 1985, per profondi dissensi sulla linea del partito. Iscrittosi ai Democratici di Sinistra nel giugno 1999, nel novembre del 2007 aderì al Partito Democratico. Al momento della morte era membro della presidenza onoraria dell'ANPI nazionale e presidente onorario dell'ANPI di Roma. Nel 1974 divorziò da Carla Capponi e visse fino alla morte con la nuova compagna, Patrizia Toraldo di Francia, anche se rimase in buoni rapporti con l'ex moglie.
Rosario Bentivegna muore a Roma nel 2012 all'età di quasi 90 anni; dopo una sepoltura temporanea, verrà cremato; le ceneri di Rosario Bentivegna e Carla Capponi furono infine disperse nel fiume Tevere nel 2014 dalla figlia Elena (che morirà l'anno dopo, nel 2015, a 69 anni). Questo perché la famiglia non ottenne la possibilità di seppellirli insieme, in 80 centimetri di terra, nel cimitero acattolico di Roma al Testaccio, come desiderato da Bentivegna e Capponi, i quali, come seconda ipotesi nel caso la prima non fosse praticabile, indicarono la dispersione nel fiume come ultima volontà una volta che fossero morti entrambi.

## Procedimenti giudiziari su via Rasella
Oltre ai processi citati, come quello in cui fu assolto per l'uccisione di Barbarisi, Bentivegna e altri gappisti subirono dei procedimenti per l'attentato di via Rasella, nel dopoguerra e oltre (nonostante la prescrizione), conclusi con la qualificazione come "legittimo atto di guerra rivolto a colpire esclusivamente i militari occupanti" dell'attacco, da parte della Corte suprema di cassazione nel 1999.
Bentivegna, nonostante le sentenze favorevoli, fu spesso oggetto di denigrazione da parte della stampa di destra anticomunista negli anni '90 e 2000, il che ha portato a diversi procedimenti, per diffamazione ai suoi danni; tra essi, alcuni hanno portato a sentenze di risarcimento:
- il 7 agosto 2007 la Cassazione ha confermato la condanna al risarcimento inflitta dalla Corte d'appello di Milano al quotidiano il Giornale per diffamazione ai danni di Rosario Bentivegna[38][39]. La Corte ha ritenuto che alcune affermazioni contenute in articoli pubblicati dal quotidiano milanese nel 1996, per i Supremi Giudici tendenti a parificare le responsabilità degli esecutori dell'attacco di Via Rasella e dei comandi nazisti nella causazione della strage delle Fosse Ardeatine (in particolare a Erich Priebke, allora sotto processo), erano «gravemente lesive dell'onorabilità personale e politica del Bentivegna». La Corte, in particolare, condanna il giornalista Francobaldo Chiocci, la società Europea di Edizioni spa (come persona giuridica) e Vittorio Feltri (direttore responsabile della testata, nonché autore di un editoriale ritenuto diffamatorio) a versare un risarcimento di 45 000 euro in favore di Bentivegna.
- Il 22 luglio 2009 la Corte di Cassazione ha accolto il ricorso di Elena Bentivegna (Bentivegna era ancora in vita all'epoca) contro il quotidiano Il Tempo che aveva pubblicato un articolo dove gli autori dell'attacco di via Rasella venivano definiti "massacratori di civili". La sentenza ha stabilito che «l'epiteto utilizzato è lesivo della dignità dei partigiani e per questo diffamatorio», in quanto quello di via Rasella fu "legittimo atto di guerra contro il nemico occupante", come stabilito già nel 1999.[40]

## Opere
- Rosario Bentivegna, Achtung Banditen! Roma 1944, Milano, Mursia, 1983, 1985, 1994.
- Rosario Bentivegna, Achtung Banditen. Roma prima e dopo via Rasella, Milano, Mursia, 2004 (con presentazione di Walter Veltroni, contenente una Introduzione aggiornata sulla Resistenza romana, la memoria ("Achtung Banditen", con ampie note di aggiornamento e, in appendice, cinque saggi: 1) – Alessandro Portelli: "Tra via Rasella e le Fosse Ardeatine: cattiva memoria, leggenda e mitologie"; 2) – Robert Katz: "Pio XII e via Rasella"; 3) – Lorenzo Baratter: "La storia del Polizeiregiment Bozen, dall'Alpenvorland a via Rasella"; 4) – Giovanni Bellini: "Via Rasella e le Fosse Ardeatine nelle sentenze"; 5) – Davide Conti e Michela Ponzani: "Lo Stato repubblicano e via Rasella").
- Rosario Bentivegna, Cesare De Simone, Operazione via Rasella. Verità e menzogne, Roma, Editori Riuniti, 1996.
- Carlo Mazzantini, Dino Messina, Rosario Bentivegna, C'eravamo tanto odiati, Baldini Castoldi Dalai, Milano, 1998 (saggio-intervista).
- Rosario Bentivegna, Via Rasella. La storia mistificata. Carteggio con Bruno Vespa, Introduzione di Sergio Luzzatto, Roma, Manifestolibri, 2006 (risposta a ciò che l'autore riteneva distorsioni pubblicate da Bruno Vespa sui suoi libri Storia d'Italia da Mussolini a Berlusconi, 2004, e Vincitori e vinti, 2005).
- Rosario Bentivegna, Senza fare di necessità virtù. Memorie di un antifascista, contributi di Michela Ponzani, Torino, Einaudi, 2011, ISBN 978-88-06-20690-1.
- Rosario Bentivegna, Medicina legale del lavoro, Ediesse 1995